# Pristimantis actites
Il Pristimantis actites Lynch, 1979 è una rana della famiglia Strabomantidae.